# Franz Joseph Aufschläger
Franz Joseph Aufschläger (* 21. Februar 1812 in Schönau; † 1. Juni 1877 in Neuburg a.d.Donau) war ein deutscher katholischer Geistlicher.

## Leben
Aufschläger wurde am 22. August 1834 zum Priester geweiht. Seit 7. April 1838 war er Stadtprediger in der Oberen Stadtpfarrei (St. Peter) von Neuburg an der Donau. Am 6. Dezember 1849 wurde er kanonisch instituiert und war bis zu seinem Tod Stadtpfarrer in Neuburg an der Donau, Pfarrei Heilig Geist. Als Vertreter des Wahlbezirks Donauwörth/Schwaben/Neuburg gehörte er von 1859 bis 1861 der Kammer der Abgeordneten des Bayerischen Landtags an.